# Veliki Trnovci
Veliki Trnovci är en ort i Bosnien och Hercegovina.   Den ligger i entiteten Federationen Bosnien och Hercegovina, i den centrala delen av landet, 29 km norr om huvudstaden Sarajevo. Veliki Trnovci ligger 718 meter över havet och antalet invånare är 264.
Terrängen runt Veliki Trnovci är kuperad. Närmaste större samhälle är Visoko, 11,8 km söder om Veliki Trnovci. 
Omgivningarna runt Veliki Trnovci är en mosaik av jordbruksmark och naturlig växtlighet. Runt Veliki Trnovci är det ganska tätbefolkat, med 93 invånare per kvadratkilometer.